# Fernando Sanseverino de Aragón
Fernando Sanseverino de Aragón, llamado en Italia Ferrante Sanseverino (1507 - Aviñón, 1568), hijo de Roberto II Sanseverino, III Príncipe de Salerno, y de Mariana de Aragón y Sotomayor, fue IV y último príncipe de Salerno (1511-1557) y III duque de Villahermosa (1513-1557). 

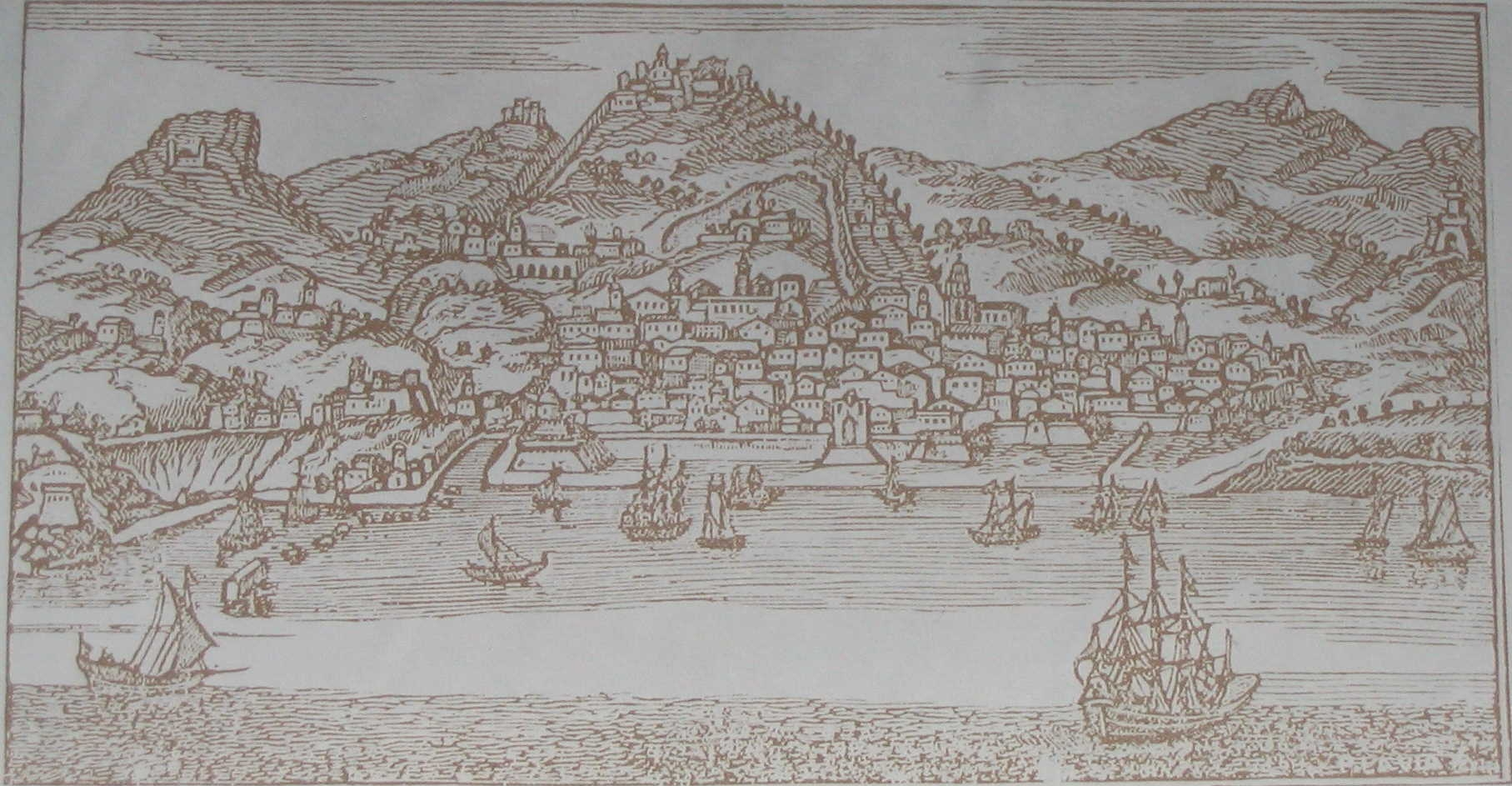
Salerno en el bajo Ferrante Sanseverino. Principado desde el 839, con famosa escuela médica medieval, fue conquistada en 1076 por el normando Robert Guiscard; en 1127 su sobrino, Rogelio II de Sicilia, llamado Rogelio II de Hauteville, llevó la capitalidad del principado a Palermo. Al ser desposeído Fernando Sanseverino de su gobierno la ciudad entró en decadencia.

## Biografía
Fernando Sanseverino quedó huérfano de padre con solo un año y antes de cumplir los siete perdió a su madre, Mariana de Aragón y Sotomayor (Zaragoza, 1485-Piombino, 1513), hermana del II duque de Villahermosa, Alfonso de Aragón y de Sotomayor, muerto en 1513 sin descendencia legítima, por lo que el título ducal pasó también a Fernando. En contraste con la tradición filofrancesa de la familia Sanseverino, Fernando fue educado a la española y con maestros o ayos llegados de España: Juan de Ojeda y Jaime Castelví. Cuando aún no había cumplido los diez años fue casado con el consentimiento de Fernando II de Aragón con Isabel de Vilamarí y Cardona-Bellpuig, condesa de Capaccio, hija de Bernat II de Vilamarí, llamada en Italia Isabella Villamarino. El matrimonio no tuvo descendencia. En 1520, a los doce años de edad, recibió una de las Grandezas de España que el emperador Carlos V otorgó a 25 Casas nobles españolas con ocasión de su coronación en Aquisgrán.
Al servicio de Carlos V asistió a la coronación imperial de Bolonia en 1530 y estuvo presente en la conquista de Túnez en 1535. Fue uno de los líderes imperiales que lucharon en la Guerra italiana de 1542-1546 contra Francisco I de Francia y combatió en la batalla de Cerisoles en 1544. Al volver a Nápoles participó en las tareas de gobierno y, gran aficionado al teatro, construyó un coliseo en su palacio napolitano, actual iglesia del Gesù Nuovo. Protector de las artes y de la ciencia, patrocinó a Bernardo Tasso y puso empeño en revitalizar la Escuela Médica Salernitana ofreciendo su apoyo al médico Paolo Grisignano, pero no mantuvo buenas relaciones con el virrey de Nápoles Pedro de Toledo. Por su oposición a la instauración de la Inquisición española en el Reino de Nápoles cayó en desgracia y hubo de marchar exiliado a Venecia de donde pasó a la corte de Enrique II de Francia, a quien en 1552 convenció de organizar un ataque naval contra Nápoles y Salerno de conformidad con la flota otomana. Fracasado el ataque viajó a Toscana con la intención de preparar un complot para expulsar de Nápoles a los españoles, lo que iba a concluir en un nuevo fracaso. Según la Istoria di Napoli de Antonino Castaldo, cronista y amigo, la noticia de su traición causó profunda consternación en Nápoles donde era muy querido: 

...no hubo casa que no se afligiese, ni persona que no se doliese sinceramente de ello, lamentando que un señor tan gentil como él, de tan excelentes cualidades y tan querido por todos, se hubiese buscado por propia mano su ruina, haciéndose rebelde sin que su rey le hubiese dado motivos para ello. Hasta sus amigos y servidores andaban de un lado para otro, cubiertos de vergüenza, como si sintiesen el peso de alguna complicidad en la rebelión.

Murió en Aviñón a los 61 años, solo y abandonado.

## El cambio forzado en la sucesión y sus consecuencias
Al ser desposeído de sus títulos en 1558 por traición a la Corona, fue sucedido por Martín de Gurrea y Aragón, IV duque de Villahermosa, nacido en 1526 y casado en 1541 con Luisa de Borja y Aragón (1520-1560), hermana de San Francisco de Borja e hija del III duque de Gandía y de Juana de Aragón y Gurrea, hija natural de Alonso de Aragón, virrey de Aragón e hijo ilegítimo a su vez del rey Fernando II de Aragón y de Ana de Gurrea, vizcondesa de Evol. Por parte de su padre, era biznieto del papa Alejandro VI. El título de príncipe de Salerno se dejó vacante y la ciudad entró en una fase de decadencia.